# Яніс Варуфакіс
Яніс Варуфакіс (грец. Γιάνης Βαρουφάκης; нар. 24 березня 1961, Афіни) — грецький економіст, міністр фінансів Греції в уряді Ципраса у січні-липні 2015 року. Професор економіки в Університеті Афін і Техаському університеті, відомий фахівець у галузі глобальної та європейської кризи, автор численних книг, включаючи «Глобальний мінотавр» (The Global Minotaur). Одна з його книг «Розмови з донькою про економіку. Коротка історія капіталізму» перекладена українською і вийшла у видавництві Старого Лева у серії ICU Business books.
Консультант ринку віртуальних товарів ігор Dota 2 і Team Fortress 2 компанії Valve. 
Називає себе «лібертарним марксистом», самого його ж називають «Джоном Кейнсом з крапелькою Маркса».

## Наукова кар'єра
У 1976 вступив до університету у Греції, але через 2 роки переїжджає до Великої Британії. В Університеті Ессекса спочатку вивчав фізику, пізніше статистику та економіку. Після закінчення вступив до Бірмінгемського університету і через 2 роки отримав ступінь магістра у галузі математичної статистики. Він викладав економіку та економетрику в Університеті Ессекса та Університеті Східної Англії. У 1988 році він провів рік як співробітник у Кембриджському університеті. З 1989 по 2000 рік він був старшим лектором з економіки в Університеті Сіднея, Австралія. У 2000 році він повернувся до Греції, як професор економічної теорії в Університеті Афін, де у 2002–2008 роках керував докторської програмою Афінського університету (UADPhilEcon). З січня 2013 по січень 2015 викладав у Школі зі зв'язків з громадськістю ім. Ліндона Джонсона, підрозділі Техаського університету в Остіні.

## Політична діяльність
На парламентських виборах у січні 2015 він був обраний членом грецького парламенту від Коаліції радикальних лівих (СІРІЗА). Став міністром фінансів в уряді Алексіса Ципраса.
В лютому 2016 заснував Рух за демократію в Європі (DiEM25), і закликав голосувати на референдумі у Великій Британії за збереження членства в ЄС.